# Aboadela
Aboadela ist ein Ort und eine ehemalige Gemeinde im Nordwesten Portugals.

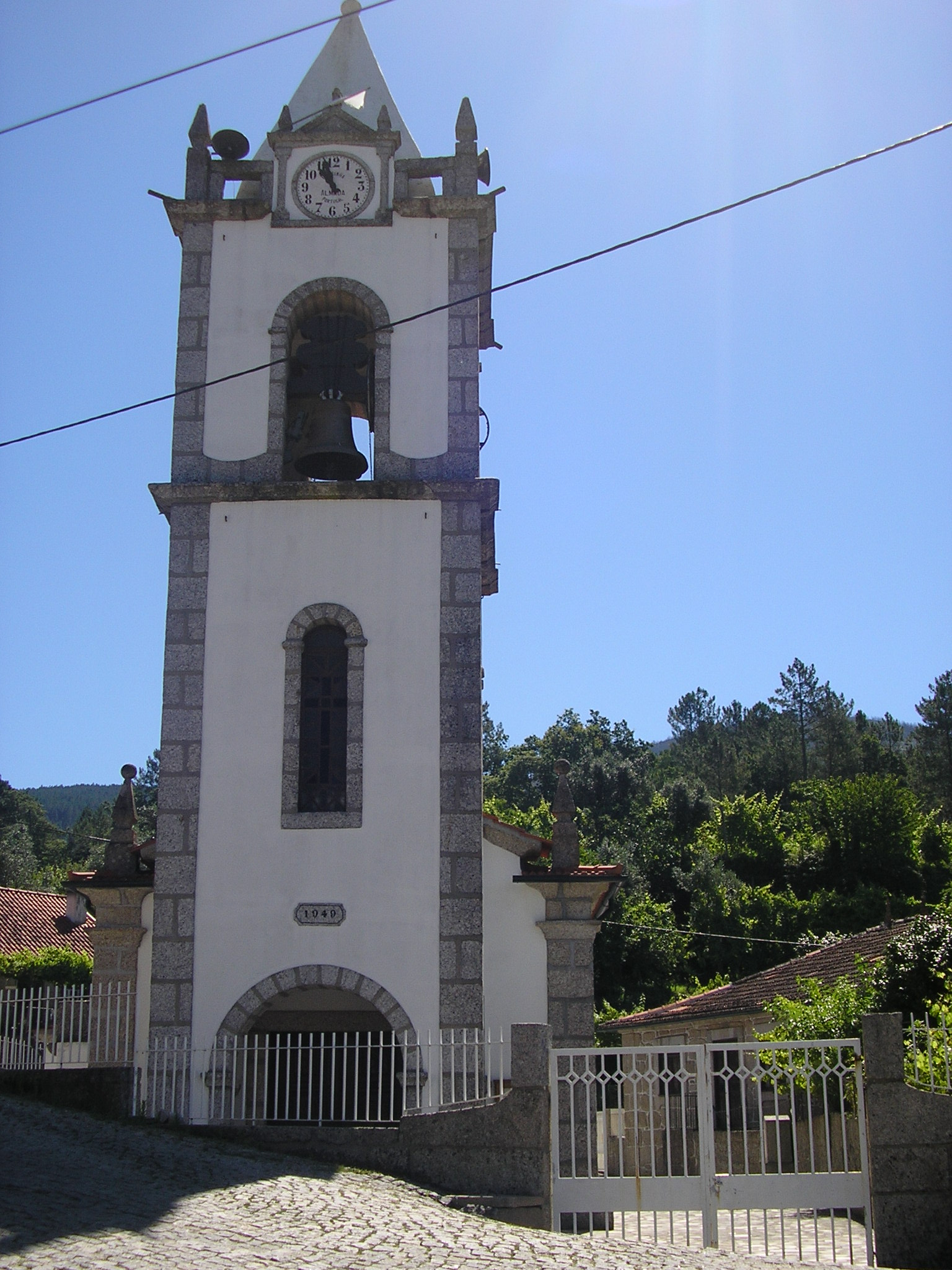
Pfarrkirche von Aboadela

Aboadela gehört zum Kreis Amarante im Distrikt Porto. Die Gemeinde hatte eine Fläche von 21 km² und 777 Einwohner (Stand 30. Juni 2011).
Am 29. September 2013 wurden die Gemeinden Aboadela, Várzea und Sanche zur neuen Gemeinde União das Freguesias de Aboadela, Sanche e Várzea zusammengefasst. Aboadela ist Sitz dieser neu gebildeten Gemeinde.

## Bauwerke
- Ponte Românica (romanische Brücke)
- Kreuz an der Brücke (17. Jahrhundert)
- Pelourinho (Schandpfahl)